# Graphomya mallochi
Graphomya mallochi är en tvåvingeart som beskrevs av Albuquerque 1954. Graphomya mallochi ingår i släktet Graphomya och familjen husflugor. Inga underarter finns listade i Catalogue of Life.